# Manu Sánchez
Antonio Manuel Sánchez Gómez (ur. 25 stycznia 1979 w Maladze) – hiszpański piłkarz występujący na pozycji pomocnika.

## Kariera
Seniorską karierę rozpoczął w 1998 roku w rezerwach Realu Madryt. Do 2001 roku rozegrał w ich barwach 68 meczów ligowych, ale nigdy nie zagrał w pierwszej drużynie Realu. Na początku 2002 roku przeszedł do Málagi, dla której rozegrał 94 mecze w Primera División. Z tym klubem zdobył ponadto Puchar Intertoto w 2002 roku. W 2007 roku zmienił klub na Hércules CF. W rundzie wiosennej sezonu 2008/2009 został piłkarzem trzecioligowej Antequeri. W 2010 roku zakończył karierę.

## Statystyki ligowe
| Sezon         | Klub          | Liga               | Mecze | Gole |
| ------------- | ------------- | ------------------ | ----- | ---- |
| 1998/1999     | Real Madryt B | Segunda División B | 9     | 0    |
| 1999/2000     | Real Madryt B | Segunda División B | 16    | 0    |
| 2000/2001     | Real Madryt B | Segunda División B | 34    | 8    |
| 2001/2002 (j) | Real Madryt B | Segunda División B | 9     | 1    |
| 2001/2002 (w) | Málaga CF     | Primera División   | 4     | 0    |
| 2002/2003     | Málaga CF     | Primera División   | 36    | 6    |
| 2003/2004     | Málaga CF     | Primera División   | 27    | 1    |
| 2004/2005     | Málaga CF     | Primera División   | 15    | 0    |
| 2005/2006     | Málaga CF     | Primera División   | 12    | 0    |
| 2006/2007     | Málaga CF     | Segunda División   | 3     | 0    |
| 2007/2008     | Hércules CF   | Segunda División   | 10    | 0    |
| 2008/2009     | Antequera CF  | Segunda División B | 10    | 1    |
| 2009/2010     | Antequera CF  | Tercera División   | ?     | ?    |